# Marcus Bingham
Marcus Jerome Bingham Jr. (Grand Rapids, Míchigan; 14 de julio de 2000) es un baloncestista estadounidense que pertenece a la plantilla del Hapoel Holon de la Ligat ha'Al. Con 2,13 metros de estatura, juega en la posición de ala-pívot.

## Trayectoria deportiva

### Universidad
Jugó cuatro temporadas con los Spartans de la Universidad Estatal de Míchigan, en las que promedió 4,7 puntos, 3,8 rebotes y 1,4 tapones por partido. Tras una primera temporada en la que apenas tuvo minutos de juego, en la última finalmente se hizo con el puesto de titular. El 24 de noviembre de 2021 consiguió 11 puntos, nueve rebotes y siete tapones, e hizo un mate ganador en la victoria por 63-61 contra Loyola (Illinois). Acabó su temporada senior promediando 9,3 puntos, 6,3 rebotes y 2,2 tapones por encuentro.

#### Estadísticas
| Año     | Equipo         | PJ  | PT | MPP  | %TC  | %3P  | %TL  | RPP | APP | ROB | TPP | PPP |
| ------- | -------------- | --- | -- | ---- | ---- | ---- | ---- | --- | --- | --- | --- | --- |
| 2018–19 | Michigan State | 23  | 0  | 3.6  | .286 | .429 | .556 | 1.1 | .3  | .0  | .4  | 1.0 |
| 2019–20 | Michigan State | 31  | 16 | 11.1 | .400 | .179 | .634 | 3.6 | .4  | .2  | 1.4 | 3.5 |
| 2020–21 | Michigan State | 28  | 5  | 11.5 | .500 | .000 | .738 | 3.2 | .3  | .6  | 1.4 | 3.5 |
| 2021–22 | Michigan State | 35  | 32 | 18.7 | .534 | .415 | .747 | 6.3 | .3  | .9  | 2.2 | 9.3 |
| Total   | Total          | 117 | 53 | 12.0 | .486 | .326 | .707 | 3.8 | .3  | .5  | 1.4 | 4.7 |

### Profesional
Tras no ser elegido en el draft de la NBA de 2022, el 22 de septiembre firmó con los Dallas Mavericks,  con los que disputó las Ligas de Verano de la NBA y un partido de pretemporada, pero fue despedido el 13 de octubre. Fue asignado a su filial en la G League, los Texas Legends, pero fue despedido antes del comienzo de la temporada.
El 13 de julio de 2023 firmó con el Hapoel Haifa B.C. de la Ligat ha'Al israelí para la temporada 23-24. Acabó promediando 14,4 puntos, 8,1 rebotes y 2,0 tapones por partido.
El 23 de julio de 2024 fichó por el Hapoel Holon, también de la Ligat ha'Al.